# Communauté de communes du Doullennais
Die Communauté de communes du Doullennais  war ein französischer Gemeindeverband mit der Rechtsform einer Communauté de communes im Département Somme in der Region Hauts-de-France. Sie wurde am 24. Dezember 1992 gegründet und umfasste 18 Gemeinden. Der Verwaltungssitz befand sich im Ort Doullens.

## Historische Entwicklung
Am 1. Januar 2017 wurde der Gemeindeverband mit der
- Communauté de communes Bocage Hallue und der
- Communauté de communes du Bernavillois

zur neuen Communauté de communes du Territoire Nord Picardie zusammengeschlossen.

## Ehemalige Mitgliedsgemeinden
1. Authieule
2. Barly
3. Beauquesne
4. Beauval
5. Bouquemaison
6. Brévillers
7. Doullens
8. Gézaincourt
9. Grouches-Luchuel
10. Hem-Hardinval
11. Humbercourt
12. Longuevillette
13. Lucheux
14. Neuvillette
15. Occoches
16. Outrebois
17. Remaisnil
18. Terramesnil